# Île Lasqueti
L'île Lasqueti est une île de Colombie-Britannique dans le détroit de Géorgie, une des îles Gulf.

## Histoire
Elle a été nommée en 1791 par José María Narváez.